# قشلاق گومیرچینلوی اورتاداغ
قشلاق گومیرچینلوی اورتاداغ یک روستا در ایران است که در دهستان قشلاق جنوبی واقع شده‌است. قشلاق گومیرچینلوی اورتاداغ ۱۲۵ نفر جمعیت دارد.